# Saison 1999 de Sébastien Loeb en sport automobile
1995–1998 2000
Poursuivant son parcours de pilote amateur au sein de la structure Ambition Sport Auto créée à son attention par Dominique Heintz et Rémi Mammosser, Sébastien Loeb remporte en 1999 le Trophée Citroën Saxo Kit Car, établissant un bilan de quatre victoires sur les sept manches au programme dont une obtenue au classement général lors du rallye du Val d'Agout. Remarqué par les instances dirigeantes de la fédération française, il intègre l'Équipe de France FFSA avec laquelle il fait ses débuts en WRC sur les trois épreuves asphalte du calendrier mondial. Victime d'une sortie de route en Catalogne, il s'impose dans sa catégorie au Tour de Corse et au Sanremo, toujours au volant de la citadine de la marque aux chevrons. Participant également à quelques manches du championnat de France, il s'adjuge une nouvelle victoire de classe lors du rallye Alsace-Vosges en terminant troisième du général et engrange suffisamment de points pour prendre part à la finale de la Coupe de France avant que celle-ci ne soit annulée.

## 3eRallye Épernay-Vins de Champagne
Confortés par les trois victoires remportées l'année précédente par leur jeune protégé, Dominique Heintz et Rémi Mammosser engagent une nouvelle fois leur structure Ambition Sport Auto dans le Trophée Citroën Saxo Kit Car avec des objectifs en hausse et une participation à l'intégralité du championnat. Le rallye Épernay-Vins de Champagne est utilisé pour la deuxième année consécutive comme séance de décrassage afin de procéder aux derniers réglages avant l'amorce de la saison. Pointé du doigt pour son caractère nonchalant et son manque de volonté apparent, Daniel Elena est ponctuellement mis à pied par Heintz et remplacé par Jacques-Julien Renucci, copilote habitué du championnat de France. Sébastien Loeb s'adjuge la première place de la catégorie A6 et termine cinquième du classement général. Bien que n'ayant rien à reprocher à son nouvel équipier, l'Alsacien réclame le retour d'Elena, avec qui il s'est lié d'amitié, à ses côtés pour les manches suivantes.

## Trophée Citroën Saxo Kit Car

### 33eRallye du Limousin
| Étape | Jour | E.S.                         | Heure    | Nom                         | Distance | Clas. Spé. Cat. | Clas. Spé. | Temps         | Vit. Moy. | Clas. Cat. | Clas. |
| ----- | ---- | ---------------------------- | -------- | --------------------------- | -------- | --------------- | ---------- | ------------- | --------- | ---------- | ----- |
|       |      | SS1                          |          | Pont du Dognon - Le Theil 1 | 19,88 km |                 |            | 12 min 04 s 2 | km/h      |            |       |
| SS2   |      | Châtelus-le-Marcheix 1       | 30,59 km |                             |          | 17 min 55 s 0   | km/h       |               |           |            |       |
| SS3   |      | Pont du Dognon - Le Theil 2  | 19,88 km |                             |          | 12 min 02 s 6   | km/h       |               |           |            |       |
| SS4   |      | Châtelus-le-Marcheix 2       | 30,59 km |                             |          | 17 min 43 s 3   | km/h       |               |           |            |       |
| SS5   |      | Saint-Amand - Saint-Julien 1 | 22,66 km |                             |          | 12 min 48 s 8   | km/h       |               |           |            |       |
| SS6   |      | Saint-Merd - Peyrelevade 1   | 13,71 km |                             |          | 7 min 31 s 9    | km/h       |               |           |            |       |
| SS7   |      | Vassivière - Tarnac 1        | 43,03 km |                             |          | 24 min 47 s 1   | km/h       |               |           |            |       |
| SS8   |      | Saint-Amand - Saint-Julien 2 | 22,66 km |                             |          | 12 min 57 s 9   | km/h       |               |           |            |       |
| SS9   |      | Saint-Merd - Peyrelevade 2   | 13,71 km |                             |          | 7 min 39 s 3    | km/h       |               |           |            |       |
| SS10  |      | Vassivière - Tarnac 2        | 43,03 km |                             |          | 30 min 51 s 9   | km/h       | 3e            | 8e        |            |       |

### 26eRallye du Rouergue Aveyron Midi-Pyrénées
| Étape | Jour | E.S.                         | Heure    | Nom       | Distance | Clas. Spé. Cat. | Clas. Spé. | Temps        | Vit. Moy. | Clas. Cat. | Clas. |
| ----- | ---- | ---------------------------- | -------- | --------- | -------- | --------------- | ---------- | ------------ | --------- | ---------- | ----- |
|       |      | SS1                          |          | Roquefort | 3,35 km  |                 |            | 1 min 57 s 6 | km/h      |            |       |
| SS2   |      | Ayssènes - Le Truel          | 14,87 km |           |          | 10 min 38 s 6   | km/h       |              |           |            |       |
| SS3   |      | Alrance 1                    | 13,07 km |           |          | 7 min 48 s 9    | km/h       |              |           |            |       |
| SS4   |      | Curan - Lévézou              | 10,99 km |           |          | 6 min 39 s 3    | km/h       |              |           |            |       |
| SS5   |      | Alrance 2                    | 13,07 km |           |          | 7 min 52 s 0    | km/h       |              |           |            |       |
| SS6   |      | Moyrazès 1                   | 32,53 km |           |          | 19 min 47 s 9   | km/h       |              |           |            |       |
| SS7   |      | Espalion - Coulée de Lave 1  | 6,90 km  |           |          | 4 min 13 s 5    | km/h       |              |           |            |       |
| SS8   |      | Campuac - Entraygues 1       | 26,78 km |           |          | 16 min 10 s 7   | km/h       |              |           |            |       |
| SS9   |      | Le Nayrac 1                  | 9,56 km  |           |          | 6 min 02 s 5    | km/h       |              |           |            |       |
| SS10  |      | Espalion - Coulée de Lave 2  | 6,90 km  |           |          | 4 min 11 s 2    | km/h       |              |           |            |       |
| SS11  |      | Campuac - Entraygues 2       | 26,78 km |           |          | 16 min 03 s 3   | km/h       |              |           |            |       |
| SS12  |      | Le Nayrac 2                  | 9,56 km  |           |          | 5 min 56 s 1    | km/h       |              |           |            |       |
| SS13  |      | Moyrazès 2                   | 18,34 km |           |          | 11 min 34 s 3   | km/h       |              |           |            |       |
| SS14  |      | Saint-Hippolyte 1            | 14,56 km |           |          | 9 min 14 s 1    | km/h       |              |           |            |       |
| SS15  |      | Brommat - Sainte-Geneviève 1 | 13,60 km |           |          | 8 min 48 s 6    | km/h       |              |           |            |       |
| SS16  |      | Montézic 1                   | 11,56 km |           |          | 6 min 38 s 2    | km/h       |              |           |            |       |
| SS17  |      | Saint-Hippolyte 2            | 14,56 km |           |          | 9 min 16 s 7    | km/h       |              |           |            |       |
| SS18  |      | Brommat - Sainte-Geneviève 2 | 13,60 km |           |          | 8 min 55 s 0    | km/h       |              |           |            |       |
| SS19  |      | Montézic 2                   | 11,56 km |           |          | 6 min 34 s 5    | km/h       | 1er          | 5e        |            |       |

### 45eRallye du Var
| Étape | Jour | E.S.              | Heure    | Nom               | Distance | Clas. Spé. Cat. | Clas. Spé. | Temps   | Vit. Moy. | Clas. Cat. | Clas. |
| ----- | ---- | ----------------- | -------- | ----------------- | -------- | --------------- | ---------- | ------- | --------- | ---------- | ----- |
|       |      | SS1               |          | Plan-de-la-Tour 1 | 16,91 km |                 |            |         | km/h      |            |       |
| SS2   |      | Collobrières 1    | 32,86 km |                   |          |                 | km/h       |         |           |            |       |
| SS3   |      | Puget-Ville 1     | 11,03 km |                   |          |                 | km/h       |         |           |            |       |
| SS4   |      | Le Babaou 1       | 10,52 km |                   |          |                 | km/h       |         |           |            |       |
| SS5   |      | Collobrières 2    | 32,86 km | Abandon           | Abandon  | Abandon         | Abandon    | Abandon | Abandon   |            |       |
| SS6   |      | Puget-Ville 2     | 11,03 km | Abandon           | Abandon  | Abandon         | Abandon    | Abandon | Abandon   |            |       |
| SS7   |      | Le Babaou 2       | 10,52 km | Abandon           | Abandon  | Abandon         | Abandon    | Abandon | Abandon   |            |       |
| SS8   |      | La Môle 1         | 6,81 km  | Abandon           | Abandon  | Abandon         | Abandon    | Abandon | Abandon   |            |       |
| SS9   |      | Plan-de-la-Tour 2 | 16,91 km | Abandon           | Abandon  | Abandon         | Abandon    | Abandon | Abandon   |            |       |
| SS10  |      | Collobrières 3    | 32,86 km | Abandon           | Abandon  | Abandon         | Abandon    | Abandon | Abandon   |            |       |
| SS11  |      | Le Babaou 3       | 10,52 km | Abandon           | Abandon  | Abandon         | Abandon    | Abandon | Abandon   |            |       |
| SS12  |      | La Môle 2         | 6,81 km  | Abandon           | Abandon  | Abandon         | Abandon    | Abandon | Abandon   |            |       |
| SS13  |      | Plan-de-la-Tour 3 | 16,91 km | Abandon           | Abandon  | Abandon         | Abandon    | Abandon | Abandon   |            |       |
| SS14  |      | La Garde-Freinet  | 10,25 km | Abandon           | Abandon  | Abandon         | Abandon    | Abandon | Abandon   |            |       |
| SS15  |      | Capelude          | 18,15 km | Abandon           | Abandon  | Abandon         | Abandon    | Abandon | Abandon   |            |       |
| SS16  |      | Le Babaou 4       | 10,52 km | Abandon           | Abandon  | Abandon         | Abandon    | Abandon | Abandon   |            |       |
| SS17  |      | La Môle 3         | 6,81 km  | Abandon           | Abandon  | Abandon         | Abandon    | Abandon | Abandon   |            |       |

### Bilan de la saison
Sébastien Loeb remporte en 1999 la seconde édition du Trophée Citroën Saxo Kit Car, un an après une première tentative dans la formule de promotion marquée par plusieurs déconvenues. Il remporte quatre des sept manches du calendrier et devance son principal rival Jean-François Bérenguer dans le classement final.
| #     | Rallye                    | Catégorie | Départ | Victoire | Podium | Abandon | Points    | E.S. Prog. | E.S. Clas. | E.S. Dép. | Scratchs | %Scratchs | E.S. Tête | %E.S. Tête | Clas. Tr. | Clas. |
| ----- | ------------------------- | --------- | ------ | -------- | ------ | ------- | --------- | ---------- | ---------- | --------- | -------- | --------- | --------- | ---------- | --------- | ----- |
| 1     | Rallye de la Sainte-Baume | A6        | ●      |          |        |         | 33        |            |            |           |          |           |           |            | 4e        | 6e    |
| 2     | Rallye du Val d'Agout     | A6        | ●      | ●        | ●      |         | 50        |            |            |           |          |           |           |            | 1er       | 1er   |
| 3     | Rallye des Vins-Mâcon     | A6        | ●      | ●        | ●      |         | 50        |            |            |           |          |           |           |            | 1er       | 3e    |
| 4     | Rallye du Limousin        | A6        | ●      |          | ●      |         | 38        | 10         |            |           |          |           |           |            | 3e        | 8e    |
| 5     | Rallye du Rouergue        | A6        | ●      | ●        | ●      |         | 50        | 19         |            |           |          |           |           |            | 1er       | 5e    |
| 6     | Rallye d'Automne          | A6        | ●      | ●        | ●      |         | 50        |            |            |           |          |           |           |            | 1er       | 2e    |
| 7     | Rallye du Var             | A6        | ●      |          |        | ●       | 6         | 17         |            |           |          |           |           |            | Ab.       | Ab.   |
| Total |                           | A6        | 7      | 4        | 5      | 1       | 238 (277) |            |            |           |          |           |           |            | 1er       | N/A   |

## Championnat du monde des rallyes

### 35º MoviStar Rallye Catalunya – Costa Brava
Considéré comme l'un des espoirs les plus prometteurs de l'Hexagone, Sébastien Loeb intègre l'Équipe de France FFSA à l'entame de la saison 1999, lui permettant ainsi de faire ses premiers pas en WRC dans le cadre d'un programme regroupant les trois rallyes asphalte du calendrier mondial. Au volant d'une Citroën Saxo Kit Car préparée par la structure PH Sport, il dispute la première épreuve de sa carrière en dehors du sol français lors du rallye de Catalogne. Sixième à l'issue du premier secteur chronométré, il accroche aussitôt la seconde place de sa catégorie derrière le pilote local David Guixeras. Il signe son premier temps scratch dans le tronçon de La Fullaca - Arbúcies et parvient à contenir le retard accumulé sur le leader aux alentours des vingt secondes. Incommodé par une boîte de vitesses récalcitrante, il perd finalement le contrôle de sa voiture dans un virage à deux kilomètres de l'arrivée de la dernière spéciale du jour. La Saxo percute un talus et se retrouve renvoyée en tonneaux sur le muret situé en face de la route. Huit spectateurs sont touchés dans l'accident, dont deux conduits à l'hôpital en raison de fractures aux bras. Contraint à l'abandon en raison des dégâts provoqués par le choc, Loeb quitte l'Espagne après s'être porté au chevet des blessés.
| Étape   | Jour   | E.S. | Heure   | Nom                     | Distance | Clas. Spé. Cat.   | Clas. Spé.        | Temps             | Vit. Moy.         | Clas. Cat.        | Clas.             |
| ------- | ------ | ---- | ------- | ----------------------- | -------- | ----------------- | ----------------- | ----------------- | ----------------- | ----------------- | ----------------- |
| Étape 1 | 19 avr | SS1  | 9 h 49  | Els Àngels 1            | 15,66 km | Temps forfaitaire | Temps forfaitaire | Temps forfaitaire | Temps forfaitaire | Temps forfaitaire | Temps forfaitaire |
| Étape 1 | 19 avr | SS2  | 10 h 46 | Santa Pellaia 1         | 11,66 km | 6e                | 39e               | 8 min 21 s 3      | 83,7 km/h         | 6e                | 39e               |
| Étape 1 | 19 avr | SS3  | 12 h 41 | Coll de Bracons 1       | 19,89 km | 2e                | 31e               | 14 min 02 s 6     | 85,0 km/h         | 2e                | 33e               |
| Étape 1 | 19 avr | SS4  | 13 h 20 | La Trona 1              | 12,86 km | 3e                | 31e               | 9 min 13 s 4      | 83,7 km/h         | 2e                | 32e               |
| Étape 1 | 19 avr | SS5  | 15 h 05 | La Fullaca - Arbúcies 1 | 32,64 km | 1er               | 27e               | 21 min 54 s 1     | 89,4 km/h         | 2e                | 32e               |
| Étape 1 | 19 avr | SS6  | 15 h 53 | Cladells 1              | 15,27 km | 2e                | 26e               | 10 min 44 s 5     | 85,3 km/h         | 2e                | 31e               |
| Étape 1 | 19 avr | SS7  | 17 h 28 | Els Àngels 2            | 15,66 km | 2e                | 28e               | 10 min 30 s 6     | 89,4 km/h         | 2e                | 29e               |
| Étape 1 | 19 avr | SS8  | 17 h 55 | Santa Pellaia 2         | 11,66 km | Abandon           | Abandon           | Abandon           | Abandon           | Abandon           | Abandon           |
| Étape 2 | 20 avr | SS9  | 10 h 29 | Prades                  | 13,77 km | Abandon           | Abandon           | Abandon           | Abandon           | Abandon           | Abandon           |
| Étape 2 | 20 avr | SS10 | 11 h 20 | La Riba 1               | 32,86 km | Abandon           | Abandon           | Abandon           | Abandon           | Abandon           | Abandon           |
| Étape 2 | 20 avr | SS11 | 12 h 59 | Riudecanyes             | 12,68 km | Abandon           | Abandon           | Abandon           | Abandon           | Abandon           | Abandon           |
| Étape 2 | 20 avr | SS12 | 13 h 20 | Santa Marina            | 31,38 km | Abandon           | Abandon           | Abandon           | Abandon           | Abandon           | Abandon           |
| Étape 2 | 20 avr | SS13 | 15 h 04 | Gratallops - Escaladei  | 45,88 km | Abandon           | Abandon           | Abandon           | Abandon           | Abandon           | Abandon           |
| Étape 2 | 20 avr | SS14 | 17 h 41 | La Riba 2               | 32,86 km | Abandon           | Abandon           | Abandon           | Abandon           | Abandon           | Abandon           |
| Étape 3 | 21 avr | SS15 | 10 h 31 | Coll de Santigosa       | 10,62 km | Abandon           | Abandon           | Abandon           | Abandon           | Abandon           | Abandon           |
| Étape 3 | 21 avr | SS16 | 11 h 07 | Coll de Bracons 2       | 19,89 km | Abandon           | Abandon           | Abandon           | Abandon           | Abandon           | Abandon           |
| Étape 3 | 21 avr | SS17 | 11 h 46 | La Trona 2              | 12,86 km | Abandon           | Abandon           | Abandon           | Abandon           | Abandon           | Abandon           |
| Étape 3 | 21 avr | SS18 | 13 h 31 | La Fullaca - Arbúcies 2 | 32,64 km | Abandon           | Abandon           | Abandon           | Abandon           | Abandon           | Abandon           |
| Étape 3 | 21 avr | SS19 | 14 h 19 | Cladells 2              | 15,27 km | Abandon           | Abandon           | Abandon           | Abandon           | Abandon           | Abandon           |

### 43eV-Rally Tour de Corse – Rallye de France
Sébastien Loeb découvre deux semaines plus tard le tracé aux dix mille virages du Tour de Corse, manche française traditionnelle du championnat du monde. Il se hisse à la deuxième place de sa catégorie dès le coup d'envoi, devancé par Fabien Véricel, auteur des deux premiers temps scratchs. Il s'empare des commandes à l'issue du secteur de Portigliolo - Bocca Albitrina en profitant de la sortie de route de son coéquipier et achève la première étape avec plus de trois minutes d'avance sur son poursuivant direct. Monopolisant le haut de la feuille des temps sur la quasi-totalité des spéciales restant au programme, il rejoint l'arrivée sans encombre avec une marge conséquente et remporte sa première victoire de classe en mondial.
| Étape   | Jour  | E.S. | Heure   | Nom                                | Distance | Clas. Spé. Cat.  | Clas. Spé.       | Temps            | Vit. Moy.        | Clas. Cat. | Clas. |
| ------- | ----- | ---- | ------- | ---------------------------------- | -------- | ---------------- | ---------------- | ---------------- | ---------------- | ---------- | ----- |
| Étape 1 | 7 mai | SS1  | 9 h 01  | Verghia - Pietra Rossa 1           | 26,55 km | 2e               | 29e              | 18 min 18 s 2    | 87,0 km/h        | 2e         | 29e   |
| Étape 1 | 7 mai | SS2  | 9 h 42  | Filitosa - Bicchisano 1            | 22,63 km | 2e               | 25e              | 15 min 27 s 9    | 87,8 km/h        | 2e         | 26e   |
| Étape 1 | 7 mai | SS3  | 11 h 30 | Portigliolo - Bocca Albitrina      | 16,54 km | 1er              | 24e              | 10 min 36 s 4    | 93,6 km/h        | 1er        | 24e   |
| Étape 1 | 7 mai | SS4  | 12 h 04 | Sartène - Carbini                  | 27,21 km | 1er              | 33e              | 18 min 06 s 6    | 90,1 km/h        | 1er        | 24e   |
| Étape 1 | 7 mai | SS5  | 14 h 25 | Pont d'Acoravo - Zérubia 1         | 20,94 km | Spéciale annulée | Spéciale annulée | Spéciale annulée | Spéciale annulée | 1er        | 24e   |
| Étape 1 | 7 mai | SS6  | 15 h 00 | Aullène - Zicavo 1                 | 25,48 km | 2e               | 31e              | 17 min 36 s 6    | 86,8 km/h        | 1er        | 25e   |
| Étape 2 | 8 mai | SS7  | 7 h 52  | Gare de Carbuccia - Gare d'Ucciani | 11,11 km | 1er              | 27e              | 8 min 17 s 0     | 80,5 km/h        | 1er        | 25e   |
| Étape 2 | 8 mai | SS8  | 8 h 50  | Muracciole - Noceta                | 16,48 km | 1er              | 28e              | 10 min 58 s 9    | 90,0 km/h        | 1er        | 24e   |
| Étape 2 | 8 mai | SS9  | 11 h 15 | Morosaglia - Campile               | 31,91 km | 1er              | 27e              | 21 min 46 s 0    | 88,0 km/h        | 1er        | 24e   |
| Étape 2 | 8 mai | SS10 | 12 h 28 | Taverna - Pont de Castirla         | 16,08 km | 1er              | 27e              | 10 min 22 s 5    | 93,0 km/h        | 1er        | 24e   |
| Étape 2 | 8 mai | SS11 | 14 h 21 | Pont St. Laurent - Bustanico       | 33,12 km | 1er              | 32e              | 25 min 31 s 8    | 77,8 km/h        | 1er        | 26e   |
| Étape 2 | 8 mai | SS12 | 15 h 14 | Féo - Altiani                      | 16,52 km | 1er              | 24e              | 12 min 18 s 3    | 80,6 km/h        | 1er        | 25e   |
| Étape 3 | 9 mai | SS13 | 7 h 46  | Verghia - Pietra Rossa 2           | 26,55 km | 1er              | 24e              | 17 min 58 s 6    | 88,6 km/h        | 1er        | 25e   |
| Étape 3 | 9 mai | SS14 | 8 h 27  | Filitosa - Bicchisano 2            | 22,63 km | 1er              | 23e              | 15 min 10 s 0    | 89,5 km/h        | 1er        | 23e   |
| Étape 3 | 9 mai | SS15 | 10 h 18 | Pont d'Acoravo - Zérubia 2         | 20,94 km | 1er              | 24e              | 13 min 37 s 2    | 92,2 km/h        | 1er        | 23e   |
| Étape 3 | 9 mai | SS16 | 10 h 53 | Aullène - Zicavo 2                 | 25,48 km | 1er              | 22e              | 17 min 29 s 5    | 87,4 km/h        | 1er        | 22e   |
| Étape 3 | 9 mai | SS17 | 14 h 50 | Cannelle d'Orcino - La Liscia      | 13,82 km | 1er              | 26e              | 11 min 02 s 4    | 75,1 km/h        | 1er        | 19e   |

### 41º Rallye Sanremo – Rallye d'Italia
La troisième et dernière pige mondiale accordée cette année-là par la FFSA à Sébastien Loeb se déroule dans le cadre du rallye Sanremo. Pour sa découverte de la classique italienne, l'Alsacien prend la tête dès le coup d'envoi devant son coéquipier Fabien Véricel. Il abandonne plus de quarante secondes dans le premier passage de Colle d'Oggia, rétrogradant de fait en deuxième position, avant de reprendre son offensive dans les secteurs suivants. Il monopolise le haut de la feuille des temps sur l'intégralité des spéciales restant au programme et reprend la tête au détriment de Véricel à l'entame de la deuxième étape. Titulaire de plusieurs minutes d'avance, l'Alsacien franchit la ligne d'arrivée sans commettre d'erreur et remporte sa deuxième victoire de classe consécutive en mondial.
| Étape   | Jour   | E.S. | Heure   | Nom                 | Distance | Clas. Spé. Cat.   | Clas. Spé.        | Temps             | Vit. Moy.         | Clas. Cat. | Clas. |
| ------- | ------ | ---- | ------- | ------------------- | -------- | ----------------- | ----------------- | ----------------- | ----------------- | ---------- | ----- |
| Étape 1 | 11 oct | SS1  | 8 h 40  | San Romolo 1        | 18,50 km | 1er               | 39e               | 12 min 50 s 9     | 86,4 km/h         | 1er        | 39e   |
| Étape 1 | 11 oct | SS2  | 9 h 07  | Monte Ceppo 1       | 19,53 km | Temps forfaitaire | Temps forfaitaire | Temps forfaitaire | Temps forfaitaire | 1er        | 49e   |
| Étape 1 | 11 oct | SS3  | 11 h 39 | Pantasina 1         | 9,28 km  | 2e                | 45e               | 6 min 52 s 8      | 80,9 km/h         | 1er        | 46e   |
| Étape 1 | 11 oct | SS4  | 12 h 26 | Colle d'Oggia 1     | 20,53 km | 2e                | 62e               | 15 min 38 s 4     | 78,8 km/h         | 2e         | 46e   |
| Étape 1 | 11 oct | SS5  | 14 h 39 | San Romolo 2        | 18,50 km | 1er               | 40e               | 12 min 48 s 0     | 86,7 km/h         | 2e         | 46e   |
| Étape 1 | 11 oct | SS6  | 15 h 06 | Monte Ceppo 2       | 19,53 km | 1er               | 38e               | 14 min 17 s 5     | 82,0 km/h         | 2e         | 44e   |
| Étape 2 | 12 oct | SS7  | 8 h 49  | Torre del Vengore 1 | 29,50 km | 1er               | 30e               | 23 min 10 s 0     | 76,4 km/h         | 1er        | 37e   |
| Étape 2 | 12 oct | SS8  | 9 h 42  | Loazzolo 1          | 7,36 km  | 1er               | 39e               | 5 min 21 s 6      | 82,4 km/h         | 1er        | 36e   |
| Étape 2 | 12 oct | SS9  | 11 h 18 | Turpino 1           | 24,45 km | 1er               | 35e               | 16 min 45 s 3     | 87,6 km/h         | 1er        | 35e   |
| Étape 2 | 12 oct | SS10 | 12 h 07 | Ponzone 1           | 22,68 km | 1er               | 27e               | 18 min 21 s 8     | 74,1 km/h         | 1er        | 32e   |
| Étape 2 | 12 oct | SS11 | 14 h 14 | Torre del Vengore 2 | 29,50 km | 1er               | 29e               | 22 min 49 s 6     | 77,5 km/h         | 1er        | 31e   |
| Étape 2 | 12 oct | SS12 | 15 h 07 | Loazzolo 2          | 7,36 km  | 1er               | 30e               | 5 min 17 s 3      | 83,5 km/h         | 1er        | 31e   |
| Étape 2 | 12 oct | SS13 | 16 h 43 | Turpino 2           | 24,45 km | 1er               | 19e               | 16 min 04 s 4     | 91,3 km/h         | 1er        | 28e   |
| Étape 2 | 12 oct | SS14 | 17 h 32 | Ponzone 2           | 22,68 km | 1er               | 19e               | 18 min 23 s 3     | 74,0 km/h         | 1er        | 27e   |
| Étape 3 | 13 oct | SS15 | 7 h 46  | Colle Langan 1      | 40,61 km | 1er               | 24e               | 30 min 15 s 0     | 80,5 km/h         | 1er        | 26e   |
| Étape 3 | 13 oct | SS16 | 10 h 54 | Pantasina 2         | 9,28 km  | 1er               | 21e               | 7 min 05 s 4      | 78,5 km/h         | 1er        | 24e   |
| Étape 3 | 13 oct | SS17 | 11 h 41 | Colle d'Oggia 2     | 20,53 km | 1er               | 20e               | 15 min 10 s 5     | 81,2 km/h         | 1er        | 23e   |
| Étape 3 | 13 oct | SS18 | 13 h 55 | Colle Langan 2      | 40,61 km | 1er               | 20e               | 30 min 28 s 5     | 80,0 km/h         | 1er        | 21e   |

### Bilan de la saison
| #     | Rallye                     | Surface          | Catégorie | Départ | Victoire | Podium | Abandon | Points | E.S. Prog. | E.S. Clas. | E.S. Dép. | Scratchs | %Scratchs | E.S. Tête | %E.S. Tête | Clas. Cat. | Clas. |
| ----- | -------------------------- | ---------------- | --------- | ------ | -------- | ------ | ------- | ------ | ---------- | ---------- | --------- | -------- | --------- | --------- | ---------- | ---------- | ----- |
| 1     | Rallye Monte-Carlo         | Asphalte enneigé | -         |        |          |        |         | -      | -          | -          | -         | -        | -         | -         | -          | -          | -     |
| 2     | Rallye de Suède            | Terre enneigée   | -         |        |          |        |         | -      | -          | -          | -         | -        | -         | -         | -          | -          | -     |
| 3     | Rallye Safari              | Terre rapide     | -         |        |          |        |         | -      | -          | -          | -         | -        | -         | -         | -          | -          | -     |
| 4     | Rallye du Portugal         | Terre abrasive   | -         |        |          |        |         | -      | -          | -          | -         | -        | -         | -         | -          | -          | -     |
| 5     | Rallye de Catalogne        | Asphalte         | A6        | ●      |          |        | ●       | 0      | 19         | 6          | 7         | 1        | 14,29 %   | 0         | 0,00 %     | Ab.        | Ab.   |
| 6     | Tour de Corse              | Asphalte         | A6        | ●      | ●        | ●      |         | 0      | 17         | 17         | 16        | 13       | 81,25 %   | 15        | 88,24 %    | 1er        | 19e   |
| 7     | Rallye d'Argentine         | Terre abrasive   | -         |        |          |        |         | -      | -          | -          | -         | -        | -         | -         | -          | -          | -     |
| 8     | Rallye de l'Acropole       | Terre abrasive   | -         |        |          |        |         | -      | -          | -          | -         | -        | -         | -         | -          | -          | -     |
| 9     | Rallye de Nouvelle-Zélande | Terre rapide     | -         |        |          |        |         | -      | -          | -          | -         | -        | -         | -         | -          | -          | -     |
| 10    | Rallye de Finlande         | Terre rapide     | -         |        |          |        |         | -      | -          | -          | -         | -        | -         | -         | -          | -          | -     |
| 11    | Rallye de Chine            | Terre rapide     | -         |        |          |        |         | -      | -          | -          | -         | -        | -         | -         | -          | -          | -     |
| 12    | Rallye Sanremo             | Asphalte         | A6        | ●      | ●        | ●      |         | 0      | 18         | 18         | 17        | 15       | 88,24 %   | 15        | 83,33 %    | 1er        | 21e   |
| 13    | Rallye d'Australie         | Terre rapide     | -         |        |          |        |         | -      | -          | -          | -         | -        | -         | -         | -          | -          | -     |
| 14    | Rallye de Grande-Bretagne  | Terre rapide     | -         |        |          |        |         | -      | -          | -          | -         | -        | -         | -         | -          | -          | -     |
| Total |                            |                  | A6        | 3      | 2        | 2      | 1       | 0      | 54         | 41         | 40        | 29       | 72,50 %   | 30        | 73,17 %    | N/A        | NC    |

## Championnat de France des rallyes

### 43eV-Rally Tour de Corse – Rallye de France
| Étape   | Jour  | E.S. | Heure   | Nom                                | Distance | Clas. Spé. Cat.  | Clas. Spé.       | Temps            | Vit. Moy.        | Clas. Cat. | Clas. |
| ------- | ----- | ---- | ------- | ---------------------------------- | -------- | ---------------- | ---------------- | ---------------- | ---------------- | ---------- | ----- |
| Étape 1 | 7 mai | SS1  | 9 h 01  | Verghia - Pietra Rossa 1           | 26,55 km | 2e               | 29e              | 18 min 18 s 2    | 87,0 km/h        | 2e         | 29e   |
| Étape 1 | 7 mai | SS2  | 9 h 42  | Filitosa - Bicchisano 1            | 22,63 km | 2e               | 25e              | 15 min 27 s 9    | 87,8 km/h        | 2e         | 26e   |
| Étape 1 | 7 mai | SS3  | 11 h 30 | Portigliolo - Bocca Albitrina      | 16,54 km | 1er              | 24e              | 10 min 36 s 4    | 93,6 km/h        | 1er        | 24e   |
| Étape 1 | 7 mai | SS4  | 12 h 04 | Sartène - Carbini                  | 27,21 km | 1er              | 33e              | 18 min 06 s 6    | 90,1 km/h        | 1er        | 24e   |
| Étape 1 | 7 mai | SS5  | 14 h 25 | Pont d'Acoravo - Zérubia 1         | 20,94 km | Spéciale annulée | Spéciale annulée | Spéciale annulée | Spéciale annulée | 1er        | 24e   |
| Étape 1 | 7 mai | SS6  | 15 h 00 | Aullène - Zicavo 1                 | 25,48 km | 2e               | 31e              | 17 min 36 s 6    | 86,8 km/h        | 1er        | 25e   |
| Étape 2 | 8 mai | SS7  | 7 h 52  | Gare de Carbuccia - Gare d'Ucciani | 11,11 km | 1er              | 27e              | 8 min 17 s 0     | 80,5 km/h        | 1er        | 25e   |
| Étape 2 | 8 mai | SS8  | 8 h 50  | Muracciole - Noceta                | 16,48 km | 1er              | 28e              | 10 min 58 s 9    | 90,0 km/h        | 1er        | 24e   |
| Étape 2 | 8 mai | SS9  | 11 h 15 | Morosaglia - Campile               | 31,91 km | 1er              | 27e              | 21 min 46 s 0    | 88,0 km/h        | 1er        | 24e   |
| Étape 2 | 8 mai | SS10 | 12 h 28 | Taverna - Pont de Castirla         | 16,08 km | 1er              | 27e              | 10 min 22 s 5    | 93,0 km/h        | 1er        | 24e   |
| Étape 2 | 8 mai | SS11 | 14 h 21 | Pont St. Laurent - Bustanico       | 33,12 km | 1er              | 32e              | 25 min 31 s 8    | 77,8 km/h        | 1er        | 26e   |
| Étape 2 | 8 mai | SS12 | 15 h 14 | Féo - Altiani                      | 16,52 km | 1er              | 24e              | 12 min 18 s 3    | 80,6 km/h        | 1er        | 25e   |
| Étape 3 | 9 mai | SS13 | 7 h 46  | Verghia - Pietra Rossa 2           | 26,55 km | 1er              | 24e              | 17 min 58 s 6    | 88,6 km/h        | 1er        | 25e   |
| Étape 3 | 9 mai | SS14 | 8 h 27  | Filitosa - Bicchisano 2            | 22,63 km | 1er              | 23e              | 15 min 10 s 0    | 89,5 km/h        | 1er        | 23e   |
| Étape 3 | 9 mai | SS15 | 10 h 18 | Pont d'Acoravo - Zérubia 2         | 20,94 km | 1er              | 24e              | 13 min 37 s 2    | 92,2 km/h        | 1er        | 23e   |
| Étape 3 | 9 mai | SS16 | 10 h 53 | Aullène - Zicavo 2                 | 25,48 km | 1er              | 22e              | 17 min 29 s 5    | 87,4 km/h        | 1er        | 22e   |
| Étape 3 | 9 mai | SS17 | 14 h 50 | Cannelle d'Orcino - La Liscia      | 13,82 km | 1er              | 26e              | 11 min 02 s 4    | 75,1 km/h        | 1er        | 19e   |

### 15eRallye Alsace-Vosges
| Étape | Jour | E.S.                   | Heure    | Nom              | Distance         | Clas. Spé. Cat.  | Clas. Spé.       | Temps            | Vit. Moy.        | Clas. Cat.       | Clas.            |
| ----- | ---- | ---------------------- | -------- | ---------------- | ---------------- | ---------------- | ---------------- | ---------------- | ---------------- | ---------------- | ---------------- |
|       |      | SS1                    |          | Colmar 1         | 12,63 km         | Spéciale annulée | Spéciale annulée | Spéciale annulée | Spéciale annulée | Spéciale annulée | Spéciale annulée |
| SS2   |      | Les Pays du Klevener 1 | 8,42 km  |                  |                  | 5 min 20 s 8     | km/h             |                  |                  |                  |                  |
| SS3   |      | Blienschwiller 1       | 10,94 km |                  |                  | 6 min 32 s 2     | km/h             |                  |                  |                  |                  |
| SS4   |      | Remparts de Sélestat 1 | 4,26 km  |                  |                  | 3 min 28 s 6     | km/h             |                  |                  |                  |                  |
| SS5   |      | Les Pays du Klevener 2 | 8,42 km  |                  |                  | 5 min 23 s 2     | km/h             |                  |                  |                  |                  |
| SS6   |      | Blienschwiller 2       | 10,94 km |                  |                  | 6 min 47 s 7     | km/h             |                  |                  |                  |                  |
| SS7   |      | Remparts de Sélestat 2 | 4,26 km  |                  |                  | 3 min 25 s 9     | km/h             |                  |                  |                  |                  |
| SS8   |      | Colmar 2               | 12,63 km | Spéciale annulée | Spéciale annulée | Spéciale annulée | Spéciale annulée |                  |                  |                  |                  |
| SS9   |      | Arrentès-de-Corcieux 1 | 23,14 km |                  |                  | 13 min 31 s 6    | km/h             |                  |                  |                  |                  |
| SS10  |      | Raids de Robache 1     | 15,32 km |                  |                  | 9 min 45 s 5     | km/h             |                  |                  |                  |                  |
| SS11  |      | Châtas 1               | 17,78 km |                  |                  | 10 min 25 s 5    | km/h             |                  |                  |                  |                  |
| SS12  |      | Moyenmoutier 1         | 14,68 km |                  |                  | 9 min 09 s 5     | km/h             |                  |                  |                  |                  |
| SS13  |      | Arrentès-de-Corcieux 2 | 23,14 km |                  |                  | 13 min 20 s 3    | km/h             |                  |                  |                  |                  |
| SS14  |      | Raids de Robache 2     | 15,32 km |                  |                  | 9 min 37 s 3     | km/h             |                  |                  |                  |                  |
| SS15  |      | Châtas 2               | 17,78 km |                  |                  | 10 min 10 s 4    | km/h             |                  |                  |                  |                  |
| SS16  |      | Moyenmoutier 2         | 14,68 km |                  |                  | 9 min 01 s 3     | km/h             |                  |                  |                  |                  |
| SS17  |      | Arrentès-de-Corcieux 3 | 23,14 km |                  |                  | 13 min 33 s 5    | km/h             | 1er              | 3e               |                  |                  |

### 33eRallye du Limousin
| Étape | Jour | E.S.                         | Heure    | Nom                         | Distance | Clas. Spé. Cat. | Clas. Spé. | Temps         | Vit. Moy. | Clas. Cat. | Clas. |
| ----- | ---- | ---------------------------- | -------- | --------------------------- | -------- | --------------- | ---------- | ------------- | --------- | ---------- | ----- |
|       |      | SS1                          |          | Pont du Dognon - Le Theil 1 | 19,88 km |                 |            | 12 min 04 s 2 | km/h      |            |       |
| SS2   |      | Châtelus-le-Marcheix 1       | 30,59 km |                             |          | 17 min 55 s 0   | km/h       |               |           |            |       |
| SS3   |      | Pont du Dognon - Le Theil 2  | 19,88 km |                             |          | 12 min 02 s 6   | km/h       |               |           |            |       |
| SS4   |      | Châtelus-le-Marcheix 2       | 30,59 km |                             |          | 17 min 43 s 3   | km/h       |               |           |            |       |
| SS5   |      | Saint-Amand - Saint-Julien 1 | 22,66 km |                             |          | 12 min 48 s 8   | km/h       |               |           |            |       |
| SS6   |      | Saint-Merd - Peyrelevade 1   | 13,71 km |                             |          | 7 min 31 s 9    | km/h       |               |           |            |       |
| SS7   |      | Vassivière - Tarnac 1        | 43,03 km |                             |          | 24 min 47 s 1   | km/h       |               |           |            |       |
| SS8   |      | Saint-Amand - Saint-Julien 2 | 22,66 km |                             |          | 12 min 57 s 9   | km/h       |               |           |            |       |
| SS9   |      | Saint-Merd - Peyrelevade 2   | 13,71 km |                             |          | 7 min 39 s 3    | km/h       |               |           |            |       |
| SS10  |      | Vassivière - Tarnac 2        | 43,03 km |                             |          | 30 min 51 s 9   | km/h       | 3e            | 8e        |            |       |

### 26eRallye du Rouergue Aveyron Midi-Pyrénées
| Étape | Jour | E.S.                         | Heure    | Nom       | Distance | Clas. Spé. Cat. | Clas. Spé. | Temps        | Vit. Moy. | Clas. Cat. | Clas. |
| ----- | ---- | ---------------------------- | -------- | --------- | -------- | --------------- | ---------- | ------------ | --------- | ---------- | ----- |
|       |      | SS1                          |          | Roquefort | 3,35 km  |                 |            | 1 min 57 s 6 | km/h      |            |       |
| SS2   |      | Ayssènes - Le Truel          | 14,87 km |           |          | 10 min 38 s 6   | km/h       |              |           |            |       |
| SS3   |      | Alrance 1                    | 13,07 km |           |          | 7 min 48 s 9    | km/h       |              |           |            |       |
| SS4   |      | Curan - Lévézou              | 10,99 km |           |          | 6 min 39 s 3    | km/h       |              |           |            |       |
| SS5   |      | Alrance 2                    | 13,07 km |           |          | 7 min 52 s 0    | km/h       |              |           |            |       |
| SS6   |      | Moyrazès 1                   | 32,53 km |           |          | 19 min 47 s 9   | km/h       |              |           |            |       |
| SS7   |      | Espalion - Coulée de Lave 1  | 6,90 km  |           |          | 4 min 13 s 5    | km/h       |              |           |            |       |
| SS8   |      | Campuac - Entraygues 1       | 26,78 km |           |          | 16 min 10 s 7   | km/h       |              |           |            |       |
| SS9   |      | Le Nayrac 1                  | 9,56 km  |           |          | 6 min 02 s 5    | km/h       |              |           |            |       |
| SS10  |      | Espalion - Coulée de Lave 2  | 6,90 km  |           |          | 4 min 11 s 2    | km/h       |              |           |            |       |
| SS11  |      | Campuac - Entraygues 2       | 26,78 km |           |          | 16 min 03 s 3   | km/h       |              |           |            |       |
| SS12  |      | Le Nayrac 2                  | 9,56 km  |           |          | 5 min 56 s 1    | km/h       |              |           |            |       |
| SS13  |      | Moyrazès 2                   | 18,34 km |           |          | 11 min 34 s 3   | km/h       |              |           |            |       |
| SS14  |      | Saint-Hippolyte 1            | 14,56 km |           |          | 9 min 14 s 1    | km/h       |              |           |            |       |
| SS15  |      | Brommat - Sainte-Geneviève 1 | 13,60 km |           |          | 8 min 48 s 6    | km/h       |              |           |            |       |
| SS16  |      | Montézic 1                   | 11,56 km |           |          | 6 min 38 s 2    | km/h       |              |           |            |       |
| SS17  |      | Saint-Hippolyte 2            | 14,56 km |           |          | 9 min 16 s 7    | km/h       |              |           |            |       |
| SS18  |      | Brommat - Sainte-Geneviève 2 | 13,60 km |           |          | 8 min 55 s 0    | km/h       |              |           |            |       |
| SS19  |      | Montézic 2                   | 11,56 km |           |          | 6 min 34 s 5    | km/h       | 1er          | 5e        |            |       |

### 39eRallye Le Touquet Pas-de-Calais
| Étape | Jour | E.S.                                             | Heure    | Nom                       | Distance | Clas. Spé. Cat. | Clas. Spé. | Temps   | Vit. Moy. | Clas. Cat. | Clas. |
| ----- | ---- | ------------------------------------------------ | -------- | ------------------------- | -------- | --------------- | ---------- | ------- | --------- | ---------- | ----- |
|       |      | SS1                                              |          | Les Deux Caps - Aqualud 1 | 10,41 km |                 |            |         | km/h      |            |       |
| SS2   |      | Vallée du Denacre - La Voix du Nord 1            | 8,45 km  |                           |          |                 | km/h       |         |           |            |       |
| SS3   |      | Les Trois Communes - Citroën Artois Automobile 1 | 12,45 km |                           |          |                 | km/h       |         |           |            |       |
| SS4   |      | Le Haut-Pays - Citroën Financement 1             | 11,85 km |                           |          |                 | km/h       |         |           |            |       |
| SS5   |      | Les Deux Caps - Aqualud 2                        | 10,41 km |                           |          |                 | km/h       |         |           |            |       |
| SS6   |      | Vallée du Denacre - La Voix du Nord 2            | 8,45 km  |                           |          |                 | km/h       |         |           |            |       |
| SS7   |      | Les Trois Communes - Citroën Artois Automobile 2 | 12,45 km |                           |          |                 | km/h       |         |           |            |       |
| SS8   |      | Le Haut-Pays - Citroën Financement 2             | 11,85 km |                           |          |                 | km/h       |         |           |            |       |
| SS9   |      | Les Hauts d'Étaples - Citer 1                    | 16,60 km | Abandon                   | Abandon  | Abandon         | Abandon    | Abandon | Abandon   |            |       |
| SS10  |      | Pays de Desvres - La Voix des Sports 1           | 33,40 km | Abandon                   | Abandon  | Abandon         | Abandon    | Abandon | Abandon   |            |       |
| SS11  |      | Vallée de la Course - Atac 1                     | 14,85 km | Abandon                   | Abandon  | Abandon         | Abandon    | Abandon | Abandon   |            |       |
| SS12  |      | La Bimoise - Motul 1                             | 12,46 km | Abandon                   | Abandon  | Abandon         | Abandon    | Abandon | Abandon   |            |       |
| SS13  |      | Les Hauts d'Étaples - Citer 2                    | 16,60 km | Abandon                   | Abandon  | Abandon         | Abandon    | Abandon | Abandon   |            |       |
| SS14  |      | Pays de Desvres - La Voix des Sports 2           | 33,40 km | Abandon                   | Abandon  | Abandon         | Abandon    | Abandon | Abandon   |            |       |
| SS15  |      | Vallée de la Course - Atac 2                     | 14,85 km | Abandon                   | Abandon  | Abandon         | Abandon    | Abandon | Abandon   |            |       |
| SS16  |      | La Bimoise - Motul 2                             | 12,46 km | Abandon                   | Abandon  | Abandon         | Abandon    | Abandon | Abandon   |            |       |

### 45eRallye du Var
| Étape | Jour | E.S.              | Heure    | Nom               | Distance | Clas. Spé. Cat. | Clas. Spé. | Temps   | Vit. Moy. | Clas. Cat. | Clas. |
| ----- | ---- | ----------------- | -------- | ----------------- | -------- | --------------- | ---------- | ------- | --------- | ---------- | ----- |
|       |      | SS1               |          | Plan-de-la-Tour 1 | 16,91 km |                 |            |         | km/h      |            |       |
| SS2   |      | Collobrières 1    | 32,86 km |                   |          |                 | km/h       |         |           |            |       |
| SS3   |      | Puget-Ville 1     | 11,03 km |                   |          |                 | km/h       |         |           |            |       |
| SS4   |      | Le Babaou 1       | 10,52 km |                   |          |                 | km/h       |         |           |            |       |
| SS5   |      | Collobrières 2    | 32,86 km | Abandon           | Abandon  | Abandon         | Abandon    | Abandon | Abandon   |            |       |
| SS6   |      | Puget-Ville 2     | 11,03 km | Abandon           | Abandon  | Abandon         | Abandon    | Abandon | Abandon   |            |       |
| SS7   |      | Le Babaou 2       | 10,52 km | Abandon           | Abandon  | Abandon         | Abandon    | Abandon | Abandon   |            |       |
| SS8   |      | La Môle 1         | 6,81 km  | Abandon           | Abandon  | Abandon         | Abandon    | Abandon | Abandon   |            |       |
| SS9   |      | Plan-de-la-Tour 2 | 16,91 km | Abandon           | Abandon  | Abandon         | Abandon    | Abandon | Abandon   |            |       |
| SS10  |      | Collobrières 3    | 32,86 km | Abandon           | Abandon  | Abandon         | Abandon    | Abandon | Abandon   |            |       |
| SS11  |      | Le Babaou 3       | 10,52 km | Abandon           | Abandon  | Abandon         | Abandon    | Abandon | Abandon   |            |       |
| SS12  |      | La Môle 2         | 6,81 km  | Abandon           | Abandon  | Abandon         | Abandon    | Abandon | Abandon   |            |       |
| SS13  |      | Plan-de-la-Tour 3 | 16,91 km | Abandon           | Abandon  | Abandon         | Abandon    | Abandon | Abandon   |            |       |
| SS14  |      | La Garde-Freinet  | 10,25 km | Abandon           | Abandon  | Abandon         | Abandon    | Abandon | Abandon   |            |       |
| SS15  |      | Capelude          | 18,15 km | Abandon           | Abandon  | Abandon         | Abandon    | Abandon | Abandon   |            |       |
| SS16  |      | Le Babaou 4       | 10,52 km | Abandon           | Abandon  | Abandon         | Abandon    | Abandon | Abandon   |            |       |
| SS17  |      | La Môle 3         | 6,81 km  | Abandon           | Abandon  | Abandon         | Abandon    | Abandon | Abandon   |            |       |

### Bilan de la saison
| #     | Rallye                    | Catégorie | Départ | Victoire | Podium | Abandon | Points | E.S. Prog. | E.S. Clas. | E.S. Dép. | Scratchs | %Scratchs | E.S. Tête | %E.S. Tête | Clas. Cat. | Clas. |
| ----- | ------------------------- | --------- | ------ | -------- | ------ | ------- | ------ | ---------- | ---------- | --------- | -------- | --------- | --------- | ---------- | ---------- | ----- |
| 1     | Rallye Lyon-Charbonnières | -         |        |          |        |         | -      | -          | -          | -         | -        | -         | -         | -          | -          | -     |
| 2     | Tour de Corse             | A6        | ●      | ●        | ●      |         | 5      | 17         | 17         | 16        | 13       | 81,25 %   | 15        | 88,24 %    | 1er        | 19e   |
| 3     | Rallye Alsace-Vosges      | A6        | ●      | ●        | ●      |         | 24     | 17         |            |           |          |           |           |            | 1er        | 3e    |
| 4     | Rallye du Limousin        | A6        | ●      |          | ●      |         | 13     | 10         |            |           |          |           |           |            | 3e         | 8e    |
| 5     | Rallye du Rouergue        | A6        | ●      | ●        | ●      |         | 20     | 19         |            |           |          |           |           |            | 1er        | 5e    |
| 6     | Rallye du Mont-Blanc      | -         |        |          |        |         | -      | -          | -          | -         | -        | -         | -         | -          | -          | -     |
| 7     | Rallye du Touquet         | A6        | ●      |          |        | ●       | 0      | 16         |            |           |          |           |           |            | Ab.        | Ab.   |
| 8     | Rallye d'Antibes          | -         |        |          |        |         | -      | -          | -          | -         | -        | -         | -         | -          | -          | -     |
| 9     | Critérium des Cévennes    | -         |        |          |        |         | -      | -          | -          | -         | -        | -         | -         | -          | -          | -     |
| 10    | Rallye du Var             | A6        | ●      |          |        | ●       | 0      | 17         |            |           |          |           |           |            | Ab.        | Ab.   |
| Total |                           | A6        | 6      | 3        | 4      | 2       | 62     | 96         |            |           |          |           |           |            | N/A        | 9e    |

## Finale Oreca de la Coupe de France FFSA des rallyes – Gérardmer
Ses résultats obtenus aux rallyes d'Épernay, de la Saint-Baume, du Val d'Agout, des Vins-Mâcon et de La Rochelle permettent à Sébastien Loeb d'engranger suffisamment de points pour intégrer la liste des participants à la finale nationale de la Coupe de France. Prévu pour se dérouler dans les environs de Gérardmer, l'événement est finalement annulé avant même le coup d'envoi par une décision conjointe des organisateurs et de la préfecture des Vosges en raison de la présence de neige sur les spéciales, certains pilotes originaires du sud de la France ne s'étant pas munis des pneumatiques adéquates.